# São José dos Pinhais
São José dos Pinhais város Brazíliában, Paraná államban. Lakosainak száma 329 628 fő (2022). São José dos Pinhais Curitiba, Morretes, Fazenda Rio Grande, Guaratuba, Mandirituba, Pinhais, Piraquara és Tijucas do Sul községekkel határos.

## Népesség
A település népességének változása:
| Lakosok száma | 204 316 | 264 210 | 329 058 | 334 620 | 329 628 |
|               | 2000    | 2010    | 2020    | 2021    | 2022    |